# Cloaca
Cloaca é a cavidade onde se abrem o canal intestinal, o aparelho urinário e o aparelho genital das aves granívoras em maioria, dos répteis, dos anfíbios, dos peixes cartilagíneos e mamíferos monotremados. Resumidamente, é por onde saem as fezes, a urina, o esperma e os ovos.
Nos animais daqueles grupos em que ocorre fecundação interna e externa, o macho introduz o esperma na cloaca da fêmea; quando esta operação ocorre juntando as duas aberturas cloacais, denomina-se "beijo-cloacal".
As tartarugas Elusor macrurus, que vivem nas corredeiras do Mary River, sudeste de Queensland, Austrália, são conhecidas pela pelagem verde no topo da cabeça e por conseguirem usar sua cloaca para respirar.

## Ligação externa
- AlgoSobre.com.br - Gnathostomata (com definição da cloaca dos peixes cartilagíneos)